# Pomacentrus cuneatus
Pomacentrus cuneatus és una espècie de peix de la família dels pomacèntrids i de l'ordre dels perciformes.

## Morfologia
Els mascles poden assolir els 7,5 cm de longitud total.

## Distribució geogràfica
Es troba a Java, Sulawesi, Singapur, oest de Malàisia, Golf de Tailàndia i Luzon (Filipines).